# Università di Alcalá (storica)
L’Università di Alcalá (in spagnolo: Universidad de Alcalá), è stata un istituto di insegnamento superiore situato nella città di Alcalá de Henares (a est di Madrid) in Spagna. Fondata nel 1293 come Studium Generale da re Sancho IV di Castiglia, ed elevata ad università nel 1499 da papa Alessandro VI grazie al cardinal Cisneros, diventò  un grande centro di eccellenza accademica tra il XVI e il XVII secolo. Nel 1836 la sede dell'università fu traslata a Madrid, diventando poi l'Università Complutense di Madrid.
Nel 1977 nella città di Alcalá de Henares è stata creata una nuova Università di Alcalá de Henares che ha parzialmente riutilizzato gli edifici originali della prima Università. 

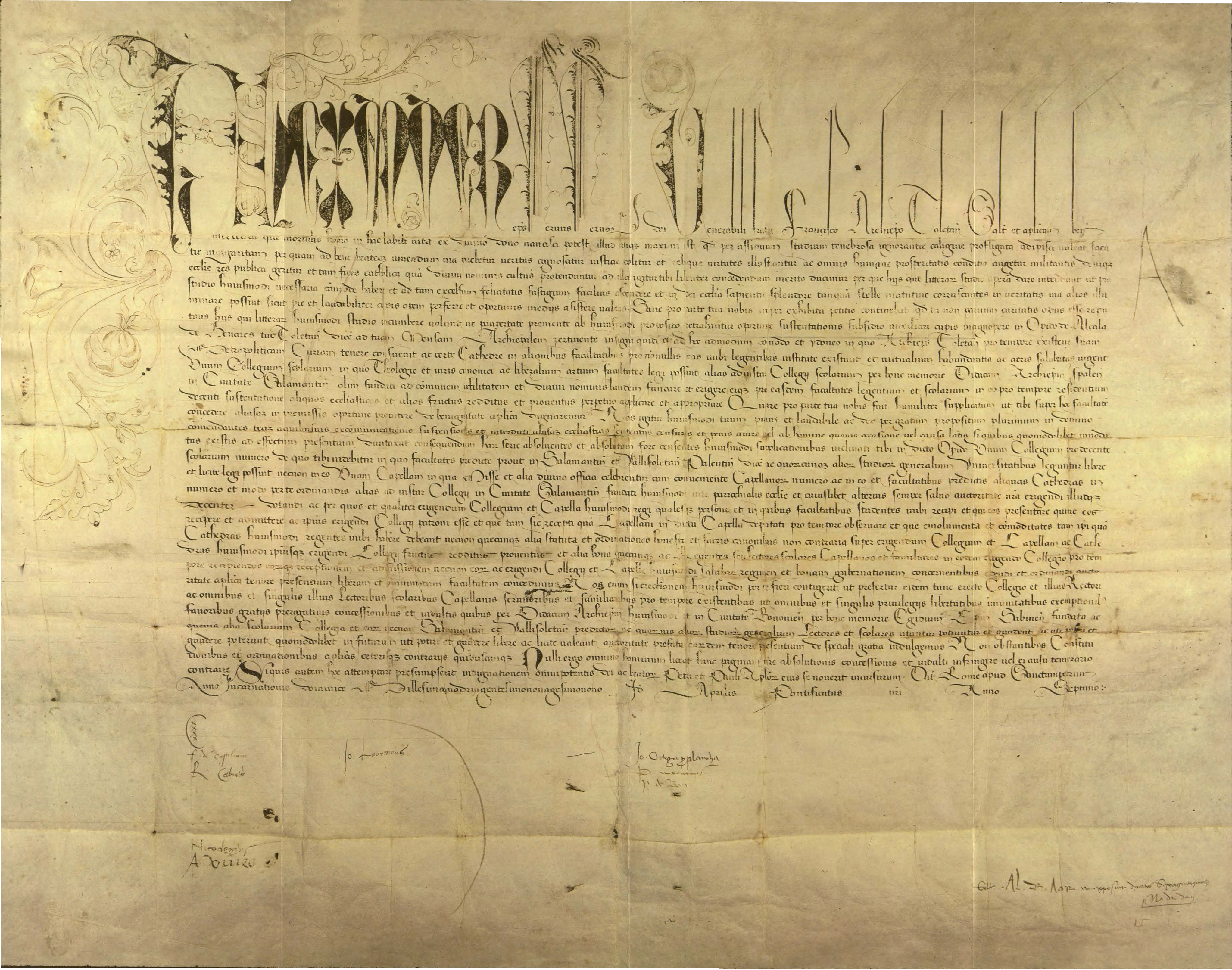
Boll di Alessandro VI che autorizza la fondazione dell'Università di Alcalá (1499)
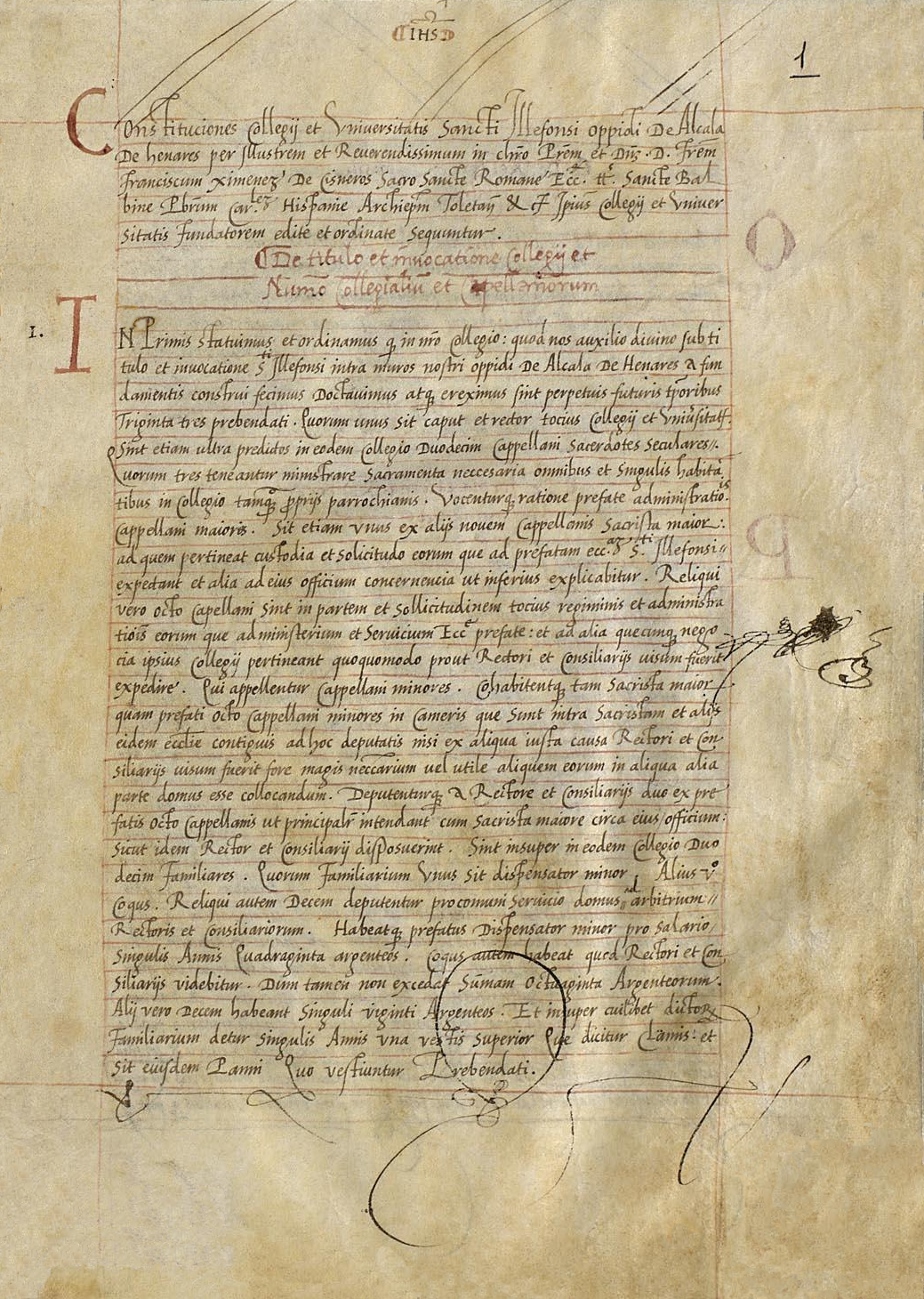
Costituzione dell'Università di Alcalá (1510)